# Джерело б/н (Широкий Луг)
Джерело б/н — гідрологічна пам'ятка природи місцевого значення. Об'єкт розташований на території Тячівського району Закарпатської області, с. Широкий Луг.
Площа — 3 га, статус отриманий у 1984 році.